# Cyrill Demian

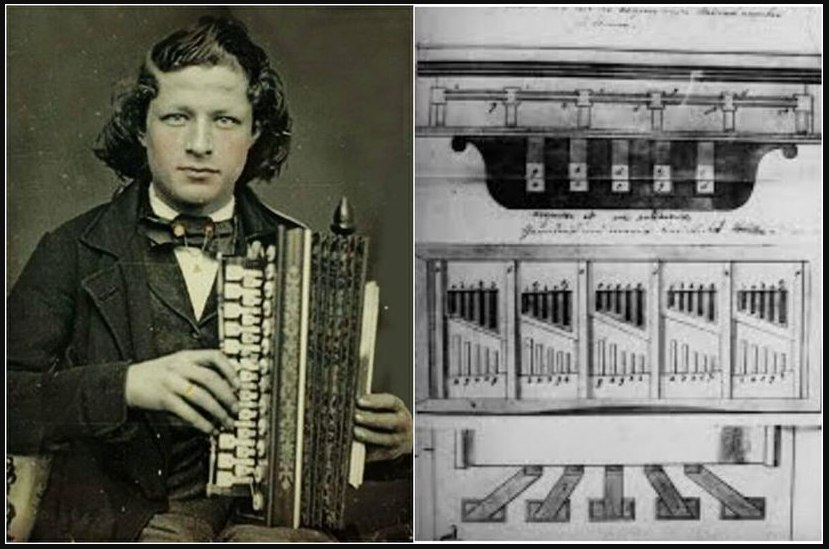
Unbekannter Mann mit Akkordeon sowie Auszug aus der Patentschrift für Cyrill Demian

Cyrill Demian (* 1772 oder 1774 in Silwasch, Siebenbürgen; † 1. November 1847 in Wien) war ein österreichischer Orgel- und Klavierbauer mit armenischen Wurzeln. Er gilt als Erfinder des Akkordeons.

## Leben
Laut den Eintragungen zu seiner Berufstätigkeit wohnte er in Wien, Mariahilfer Straße 43. 1805 beantragte er ein Privileg (Meisterrecht), und 1810 erhielt er eine unbeschränkte Befugnis als Klavierbauer. Er erhielt am 23. Mai 1829 zusammen mit seinen Söhnen Carl (* 6. Juli 1807 Wien; † zwischen 2. und 5. Jänner 1870 in Wien in der Gumpendorferstraße 74 „an Lungentuberculose“) und Guido (* 24. November 1811 Wien; † 20. Jänner 1848 in Wien als „Qua-Feldwebel von Hoch- und Deutschmeister Infanterie-Regiment Nr. 4“ in einem Militärspital „an der Auszehrung“) ein Privilegium (Patent) für die Erfindung des Akkordeons zugesprochen:

„S. 37.  Stahlharmonica. Der Orgel- und Claviermacher Cyrill Demian und seine Söhne Carl und Guido, in Wien erh. d. 23. May 1829 ein 2jähr. Priv. auf die Erfindung eines neuen Instrumentes, Accordion genannt, welches die Form eines kleinen Kästchens hat, worin Federn auf Stahlplatten samt einem Blasebalg angebracht sind, und zwar dergestalt, daß es bequem eingesteckt werden kann. Es können auf demselben Arien, Märsche &c., selbst von Nichtkennern der Musik, nach kurzer Übung, und die lieblichsten 3-, 4-, 5- und mehrtönigen Accorde nach der Einrichtung des Instrumentes gespielt werden.“

Am 28. Jänner 1831 wurde das Privilegium um drei Jahre verlängert. Erfolg und Konstruktion des Instrumentes wurde von Zeitgenossen wie folgt beschrieben:

„Die Handharmonica, ein musikalisches Instrument, auf welchem sich Jedermann ohne Anstrengung zu einem Virtuosen emporschwingen kann, hat in neuester Zeit eine solche Beliebtheit und Verbreitung gefunden, daß man allenthalben, besonders in den Abendstunden, die accordähnlichen Töne auf den Straßen und Promenaden vernehmen kann. Erfinder dieses, unter dem Namen Accordion bekannten Instrumente-, ist Hr. Demian, Orgel- und Claviermacher in Wien, welcher mit seinen beiden Söhnen Karl und Guido im Jahre 1829 ein mehrjähriges Privilegium auf die Verfertigung erhielt. Die ersten Exemplare hatten 5 Tasten, womit 10 fünftönige Accorde hervorgebracht, und die Hymne: »Gott erhalte Franz, den Kaiser,« nebst einer Anzahl kleiner Melodien gespielt werden konnten. Die nachfolgenden Instrumente hatten schon 10 Tasten und 20 Accorde aufzuweisen, und da diese Harmonica in der Hauptstadt und in den Provinzen eine überaus günstige Aufnahme gefunden, so wurde im Jahre 1831 auch eine Mutation beigegeben, welche an den Leib gedrückt, die Akkorde zum Schweigen bringt, und nach Erforderung nur einfache Töne hören läßt. Später wurden noch die halben Töne für die chromatische Scala, hierauf 6 bis 10 Baßtöne auf abgesonderten Tastaturen beigefügt, welche mit der zweiten Hand zu spielen sind. Bei dieser größeren Vervollkommnung mißt die Handharmonica 4 Zoll in die Breite und 15 Zoll in die Länge, und umfaßt 4 Oktaven mit 20 Accorden, 10 Baßtöne und die chromatische Scala mit 25 halben Tönen, und es können auf demselben, wie auf einem Clavier, die anziehendsten Compositionen vorgetragen werden.“

Eines seiner Accordions wurde Ende der 1820er Jahre von der schwedischen Prinzessin Margareta Brahe an den Musikinstrumentenbauer Johannes Dillner in Schweden verschenkt und befindet sich heute in Privatbesitz.
Von Cyrill Demian stammt auch eine Modifikation der Physharmonika, durch die „nunmehr auch Tonstücke in rascher Beweglichkeit und rapider Figuration mit dem glänzendsten Erfolge ausgeführt werden“ konnten.
Am 7. Februar 1832 verstarb Cyrill Demians Ehefrau Josepha im Alter von 53 Jahren in Wien „an der Auszehrung“.